# Irapuã (Crateús)
Irapuã (às vezes Irapuá) é um distrito do município brasileiro de Crateús, no interior do estado do Ceará. Segundo o censo demográfico de 2022, realizado pelo Instituto Brasileiro de Geografia e Estatística (IBGE), sua população era de 1 579 habitantes e havia 542 domicílios particulares permanentes ocupados. Foi criado pela lei estadual nº 2.677 de 2 de agosto de 1929.
De acordo com o IBGE, em 2010 a população era de 1 748 habitantes e havia 617 domicílios particulares.